# Järnvägsparken, Norrköping

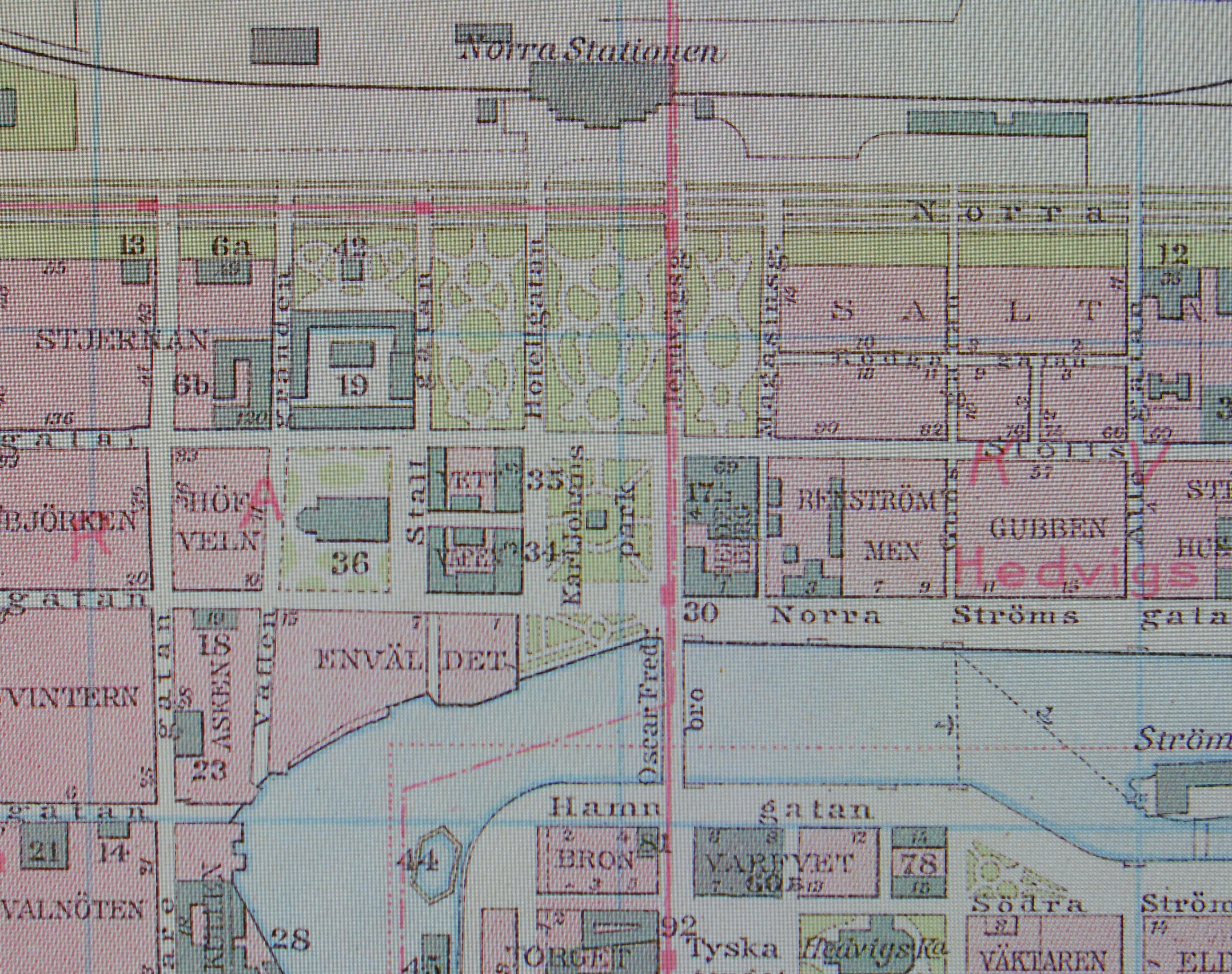
Karta över parkerna vid Norra Promenaden i Norrköping, söder om dåvarande Norra stationen, 1906: Götaparken, Järnvägsparken, Sveaparken samt söder om dessa Carl Johans park, med Kakhuset (42), Norrköpings Gästgiveri- och Skjutsinrättning (19), Stora Hotellet (35), Gamla Stadshuset (34), Standard Hotel (17) och Gamla Telegrafstationen och Postkontoret (30).

Järnvägsparken var den första offentliga parken i Norrköping. Den anlades 1860-1866 i tysk stil omedelbart norr om dåvarande Carl Johans torg, utmed nuvarande Drottninggatan i Saltängen. Järnvägsparken bildade runt sekelskiftet 1800/1900 den sammanhängande parken Stadsparken - tillsammans med grannparkerna Götaparken och Sveaparken. Sedan 1970 betraktas hela parkstråket utmed Drottninggatan mellan Norra Promenaden och Motala ström som en enda park med namnet Carl Johans park.
Parken ingick i Knut Forsbergs förslag till ett allé- och parksystem för Norrköping från 1855, vilket utgjorde grunden för Norrköpings Promenader. Parken placerades mellan det då kullerstensbelagda Carl Johans torg och den nyanlagda Norra Promenaden. Parken stod färdig i början av 1860-talet och utgjorde då - tillsammans med bland annat Stadshuset, Gästgiveri- och Skjutsinrättningen, Stora hotellet och Kakhuset - ett nytt stadscentrum i den norra delen av Norrköping. Parken bestod av planteringar och gräsplaner med omgivande gångvägar från och till Norra Promenaden och Carl Johans torg. I maj 1862 placerades soffor ut i de nya parkerna och grönområdena. 
Parken var under en period inhägnad med ett järnstaket ritat av Carl Theodor Malm. Detta togs bort .. för att integrera den med Carl Johans park. I Knut Forsbergs planförslag fanns tankar om att stärka parken med en monumentalbyggnad, vilket förverkligades redan 1867 med färdigställandet av järnvägsstationen på andra sidan Norra Promenaden.
I parken finns en fontän av gjutjärn - med figurer av förgyllda fantasifiskar och lejonhuvuden - som kallas Delfinfontänen. Dess härkomst är inte helt belagd, men tycks ha konstruerats av gelbgjutaren Lars-August Arvidsson (1842-1887), tillverkats av Motala Verkstad och först rests på en lantbruksmöte i Östergötland. Den ska sedan ha köpts av Johan Gustaf Swartz och donerats till Norrköpings stad. Fontänen kom på plats omkring 1876 efter det att vattenledningar blivit färdiga till Nordantill 1875. Fontänen renoverades senast 2014-2015.

## Bildgalleri

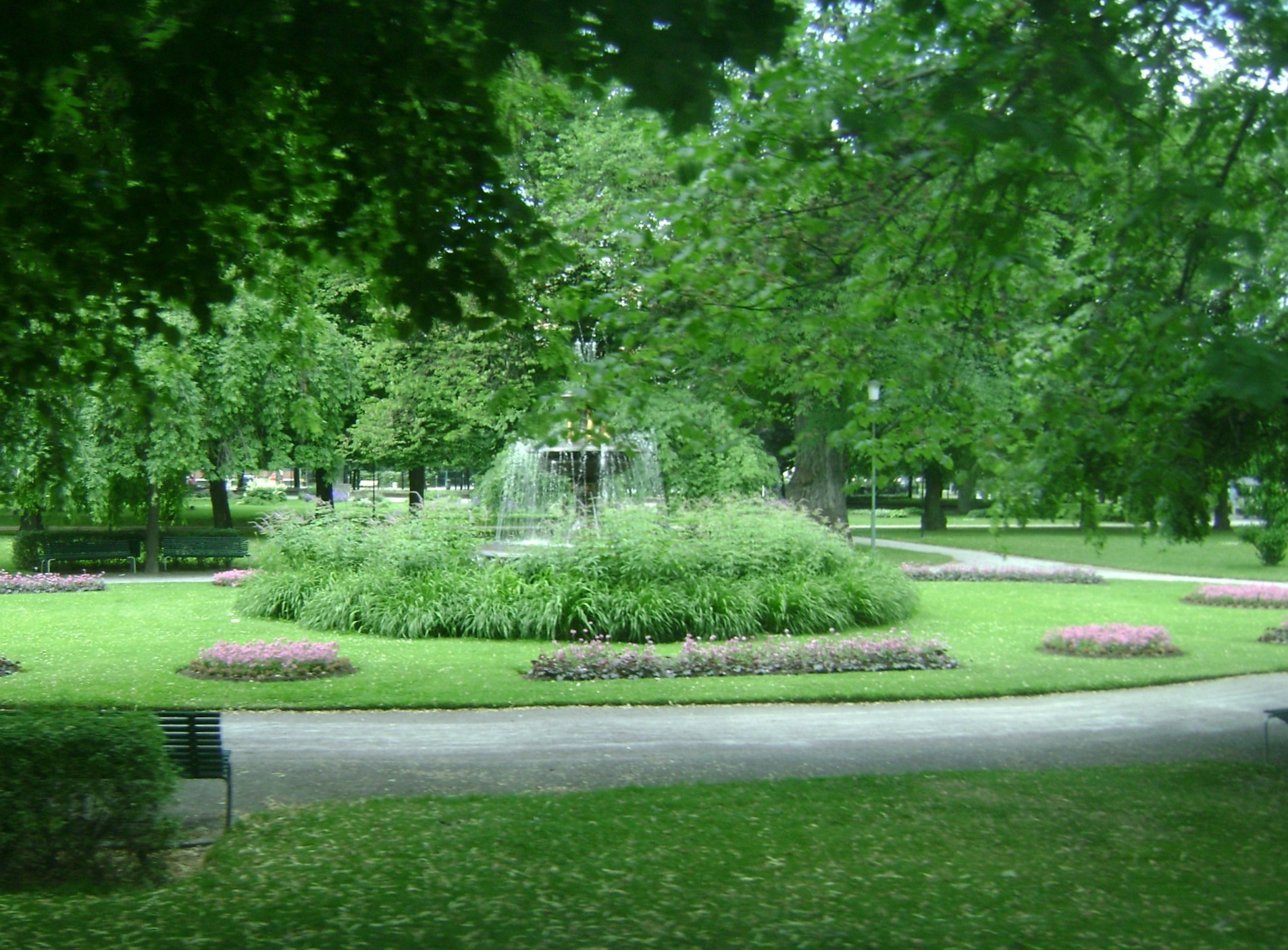
Delfinfortänen